# Recording Industry Association of Malaysia
La Recording Industry Association of Malaysia (RIM; in malese Persatuan Industri Rakaman Malaysia) è un'organizzazione facente parte dell'International Federation of the Phonographic Industry in rappresentanza dell'industria musicale della Malaysia.
L'associazione è stata fondata il 12 dicembre 1978 con il nome di Malaysian Association of Phonograph Producers (MAPP), per poi essere rinominata nel corso del decennio successivo in Malaysian Association of Phonogram and Videogram Producers and Distributors (MAPV); ha assunto il suo nome attuale nel 1996.
La RIM rilascia certificazioni per gli album: il disco d'oro scatta dopo le 5 000 copie vendute, mentre il disco di platino è ottenuto una volta sorpassata la soglia delle 10 000 unità.
Dal 2 febbraio 2017 la RIM pubblica sul proprio sito ufficiale due classifiche settimanali dei venti singoli più popolari sulle piattaforme di streaming in Malaysia, una generale per tutte le canzoni e una per il solo repertorio domestico.